# Zemský okres Severozápadní Meklenbursko
Zemský okres Severozápadní Meklenbursko (německy Landkreis Nordwestmecklenburg) je zemský okres v německé spolkové zemi Meklenbursko-Přední Pomořansko. Sídlem správy zemského okresu je město Wismar. Má přibližně 158 tisíc obyvatel. 

## Města a obce
Města:
1. Dassow
2. Gadebusch
3. Grevesmühlen
4. Klütz
5. Neukloster
6. Rehna
7. Schönberg
8. Warin
9. Wismar

Obce:
1. Alt Meteln
2. Bad Kleinen
3. Barnekow
4. Benz
5. Bernstorf
6. Bibow
7. Blowatz
8. Bobitz
9. Boiensdorf
10. Boltenhagen
11. Brüsewitz
12. Carlow
13. Cramonshagen
14. Dalberg-Wendelstorf
15. Damshagen
16. Dechow
17. Dorf Mecklenburg
18. Dragun
19. Gägelow
20. Glasin
21. Gottesgabe
22. Grambow
23. Grieben
24. Groß Molzahn
25. Groß Siemz
26. Groß Stieten
27. Hohenkirchen
28. Hohen Viecheln
29. Holdorf
30. Hornstorf
31. Insel Poel
32. Jesendorf
33. Kalkhorst
34. Klein Trebbow
35. Kneese
36. Königsfeld
37. Krembz
38. Krusenhagen
39. Lockwisch
40. Lübberstorf
41. Lübow
42. Lübstorf
43. Lüdersdorf
44. Lützow
45. Menzendorf
46. Metelsdorf
47. Mühlen Eichsen
48. Neuburg
49. Niendorf
50. Passee
51. Perlin
52. Pingelshagen
53. Plüschow
54. Pokrent
55. Rieps
56. Roduchelstorf
57. Roggendorf
58. Roggenstorf
59. Rögnitz
60. Rüting
61. Schildetal
62. Schlagsdorf
63. Seehof
64. Selmsdorf
65. Stepenitztal
66. Testorf-Steinfort
67. Thandorf
68. Upahl
69. Utecht
70. Veelböken
71. Ventschow
72. Warnow
73. Wedendorfersee
74. Zickhusen
75. Zierow
76. Zurow
77. Züsow